# Torneo Apertura 2023 (El Salvador)
El Torneo Apertura 2023 (conocido como Liga Fedecredito Apertura 2023 por motivos de patrocinio), fue la nonagésima octava (98.a) edición de la Primera División de fútbol profesional salvadoreño, siendo el primer torneo de la temporada 2023-24. Este inició el 13 de agosto y concluyó el 23 de diciembre de 2023.
Para esta temporada, se dio el ascenso y regreso de Fuerte San Francisco a la máxima categoría, luego de treinta años, sustituyendo al Chalatenango.
También se da el regreso del Municipal Limeño un 1 después de su descenso deportivo, esto a través de la cesión de categoría del Atlético Marte.

## Sistema de competición
El torneo de la Liga Pepsi, está conformado en dos partes:
- Fase regular: Se integra por las 22 jornadas del torneo.
- Fase final: Se integra por los partidos de cuartos de final, semifinal y final, más conocida como liguilla o postemporada.

### Fase regular
En la fase regular se observará el sistema de puntos. La ubicación en la tabla general está sujeta a lo siguiente:
- Por juego ganado se obtendrán tres puntos.
- Por juego empatado se obtendrá un punto.
- Por juego perdido no se otorgan puntos.

En esta fase participan los 12 clubes de la Liga Pepsi jugando en cada torneo todos contra todos durante las 22 jornadas respectivas.
El orden de los clubes al final de la fase de calificación del torneo corresponderá a la suma de los puntos obtenidos por cada uno de ellos y se presentará en forma descendente. Si al finalizar las 22 jornadas del torneo, dos o más clubes estuviesen empatados en puntos, su posición en la tabla general será determinada atendiendo a los siguientes criterios de desempate:
1. Mejor diferencia entre los goles anotados y recibidos y goles.
2. Mayor número de goles anotados.
3. Marcadores particulares entre los clubes empatados.
4. Mayor número de goles anotados como visitante.
5. Mejor ubicado en la tabla general de cociente
6. Tabla Fair Play
7. Sorteo.

Para determinar los lugares que ocuparán los clubes que participen en la fase final del torneo se tomará como base la tabla general de clasificación.
Participan automáticamente por el título de Campeón de la Liga Pepsi, los 8 primeros clubes de la tabla general de clasificación al término de las 22 jornadas.

### Fase final
Los ocho clubes calificados para esta fase del torneo serán reubicados de acuerdo con el lugar que ocupen en la tabla General al término de la jornada 22, con el puesto del número uno al club mejor clasificado, y así hasta el número 8. Los partidos a esta fase se desarrollarán a visita, en las siguientes etapas:
- Cuartos de final
- Semifinales
- Final

Los clubes vencedores en los partidos de cuartos de final y semifinal serán aquellos que en los dos juegos anoten el mayor número de goles. De existir empate en el número de goles anotados, se definirá el clasificado en la tanda de penales.
Los partidos correspondientes a la fase final se jugarán obligatoriamente los días miércoles y sábado, y jueves y domingo eligiendo, en su caso, exclusivamente en forma descendente, los cuatro clubes mejor clasificados en la tabla general al término de la jornada 22, el día y horario de su partido como local. Los siguientes cuatro clubes podrán elegir únicamente el horario.
El club vencedor de la final y por lo tanto Campeón, será aquel que en el partido anote el mayor número de goles. Si al término del tiempo reglamentario el partido está empatado, se agregarán dos tiempos extras de 15 minutos cada uno. De persistir el empate en estos periodos, se procederá a lanzar tiros penales hasta que resulte un vencedor.
Los partidos de cuartos de final se jugarán de la siguiente manera:
En las semifinales participarán los cuatro clubes vencedores de cuartos de final, reubicándolos del uno al cuatro, de acuerdo a su mejor posición en la tabla General de clasificación al término de la jornada 22 del torneo correspondiente, enfrentándose:
Disputarán el título de Campeón del Torneo de Apertura 2023, los dos clubes vencedores de la fase semifinal correspondiente, reubicándolos del uno al dos, de acuerdo a su mejor posición en la tabla general de clasificación al término de la jornada 22 de cada Torneo.

## Equipos participantes

### Localización
Para la temporada 2023-24, los departamentos de la República de El Salvador con más equipos en la Primera División son los departamentos de San Miguel, San Salvador, Santa Ana y Morazán con dos equipos cada uno. Nueve entidades estarán representados en el torneo.
| Equipos por departamento | Equipos por departamento | Equipos por departamento      | Equipos por departamento |
| Departamento             | N.º                      | Equipos                       | Mapa |
| ------------------------ | ------------------------ | ----------------------------- | --- |
| San Miguel               | 2                        | Águila y Dragón               | 'Alianza' 'Municipal Limeño' 'FAS' 'Isidro Metapán' 'Águila' · 'Dragón' 'Luis Ángel Firpo' 'Santa Tecla' 'Platense' 'Fuerte San Francisco' 'Jocoro' '11 Deportivo' |
| Santa Ana                | 2                        | FAS e Isidro Metapán          | 'Alianza' 'Municipal Limeño' 'FAS' 'Isidro Metapán' 'Águila' · 'Dragón' 'Luis Ángel Firpo' 'Santa Tecla' 'Platense' 'Fuerte San Francisco' 'Jocoro' '11 Deportivo' |
| Morazán                  | 2                        | Jocoro y Fuerte San Francisco | 'Alianza' 'Municipal Limeño' 'FAS' 'Isidro Metapán' 'Águila' · 'Dragón' 'Luis Ángel Firpo' 'Santa Tecla' 'Platense' 'Fuerte San Francisco' 'Jocoro' '11 Deportivo' |
| San Salvador             | 1                        | Alianza                       | 'Alianza' 'Municipal Limeño' 'FAS' 'Isidro Metapán' 'Águila' · 'Dragón' 'Luis Ángel Firpo' 'Santa Tecla' 'Platense' 'Fuerte San Francisco' 'Jocoro' '11 Deportivo' |
| La Unión                 | 1                        | Municipal Limeño              | 'Alianza' 'Municipal Limeño' 'FAS' 'Isidro Metapán' 'Águila' · 'Dragón' 'Luis Ángel Firpo' 'Santa Tecla' 'Platense' 'Fuerte San Francisco' 'Jocoro' '11 Deportivo' |
| Ahuachapán               | 1                        | 11 Deportivo                  | 'Alianza' 'Municipal Limeño' 'FAS' 'Isidro Metapán' 'Águila' · 'Dragón' 'Luis Ángel Firpo' 'Santa Tecla' 'Platense' 'Fuerte San Francisco' 'Jocoro' '11 Deportivo' |
| La Libertad              | 1                        | Santa Tecla                   | 'Alianza' 'Municipal Limeño' 'FAS' 'Isidro Metapán' 'Águila' · 'Dragón' 'Luis Ángel Firpo' 'Santa Tecla' 'Platense' 'Fuerte San Francisco' 'Jocoro' '11 Deportivo' |
| La Paz                   | 1                        | Platense                      | 'Alianza' 'Municipal Limeño' 'FAS' 'Isidro Metapán' 'Águila' · 'Dragón' 'Luis Ángel Firpo' 'Santa Tecla' 'Platense' 'Fuerte San Francisco' 'Jocoro' '11 Deportivo' |
| Usulután                 | 1                        | Luis Ángel Firpo              | 'Alianza' 'Municipal Limeño' 'FAS' 'Isidro Metapán' 'Águila' · 'Dragón' 'Luis Ángel Firpo' 'Santa Tecla' 'Platense' 'Fuerte San Francisco' 'Jocoro' '11 Deportivo' |

### Información de equipos
Listado de los equipos que disputaron el primer torneo de la temporada. El número de equipos participantes para esta temporada fue de 12.
| Equipo               | Municipio            | Estadio                         | Capacidad | Fundación                | Títulos | Subtítulos | Proovedor   | Patrocinador                       |
| -------------------- | -------------------- | ------------------------------- | --------- | ------------------------ | ------- | ---------- | ----------- | ---------------------------------- |
| Águila               | San Miguel           | Juan Francisco Barraza          | 15 500    | 15 de febrero de 1926    | 16      | 13         | Umbro       | Mister Donut                       |
| Alianza              | San Salvador         | Cuscatlán                       | 44 386    | 12 de octubre de 1958    | 17      | 15         | Umbro       | Mister Donut                       |
| Dragón               | San Miguel           | Juan Francisco Barraza          | 15 500    | 18 de septiembre de 1939 | 3       | 3          | Sorto Sport | Lemus                              |
| FAS                  | Santa Ana            | Óscar Alberto Quiteño           | 17 500    | 16 de febrero de 1947    | 19      | 23         | Joma        | Tigo                               |
| Fuerte San Francisco | San Francisco Gotera | Correcaminos                    | 10 000    | 8 de enero de 1953       | 0       | 0          | Innova      | Manolo's Pizza                     |
| Isidro Metapán       | Metapán              | Jorge "Calero" Suárez           | 10 000    | 23 de junio de 2000      | 10      | 3          | Milán       | Agroamigo                          |
| Jocoro               | Jocoro               | Polideportivo "Tierra de fuego" | 4 000     | 19 de mayo de 1991       | 0       | 1          | Milán       | Caja de Crédito Jocoro             |
| Luis Ángel Firpo     | Usulután             | Sergio Torres Rivera            | 10 000    | 21 de septiembre de 1923 | 10      | 11         | Galaxia     | Domino's Pizza                     |
| 11 Deportivo         | Ahuachapán           | Arturo Simeón Magaña            | 5 000     | 20 de agosto de 2019     | 0       | 0          | Rush        | Claro                              |
| Municipal Limeño     | Santa Rosa de Lima   | Dr. Ramón Flores Berrios        | 5 000     | 12 de septiembre de 1949 | 0       | 2          | TONY Sports | Clínicas y Laboratorios San Rafael |
| Platense             | Zacatecoluca         | Antonio Toledo Valle            | 6 200     | 1 de mayo de 1950        | 1       | 1          | Maca        | Pollo Campestre                    |
| Santa Tecla          | Santa Tecla          | Nacional Las Delicias           | 10 000    | 15 de enero de 2007      | 4       | 2          | Maca        | Tigo                               |

### Intercambios de plazas
| Pos  | Descendidos a la Segunda División |
| ---- | --------------------------------- |
| 12.° | Chalatenango                      |

| Pos   | Ascendidos de la Segunda División |
| ----- | --------------------------------- |
| Prom. | Fuerte San Francisco              |

## Fase regular

### Tabla de posiciones
| Pos. | Equipo               | Pts. | PJ | G  | E  | P  | GF | GC | Dif. | Clasificación    |
| ---- | -------------------- | ---- | -- | -- | -- | -- | -- | -- | ---- | ---------------- |
| 1    | 'Águila'             | 44   | 22 | 13 | 5  | 4  | 39 | 17 | +22  | Cuartos de final |
| 2    | 'FAS'                | 42   | 22 | 12 | 6  | 4  | 36 | 13 | +23  | Cuartos de final |
| 3    | 'Luis Ángel Firpo'   | 37   | 22 | 10 | 7  | 5  | 36 | 26 | +10  | Cuartos de final |
| 4    | 'Fte. San Francisco' | 34   | 22 | 10 | 4  | 8  | 27 | 24 | +3   | Cuartos de final |
| 5    | 'Alianza'            | 32   | 22 | 7  | 11 | 4  | 28 | 20 | +8   | Cuartos de final |
| 6    | 'Jocoro'             | 32   | 22 | 9  | 5  | 8  | 29 | 28 | +1   | Cuartos de final |
| 7    | 'Dragón'             | 30   | 22 | 8  | 6  | 8  | 40 | 39 | +1   | Cuartos de final |
| 8    | 'Isidro Metapán'     | 29   | 22 | 7  | 8  | 7  | 30 | 28 | +2   | Cuartos de final |
| 9    | Municipal Limeño     | 28   | 22 | 8  | 4  | 10 | 29 | 33 | −4   |                  |
| 10   | 11 Deportivo         | 27   | 22 | 7  | 6  | 9  | 26 | 30 | −4   |                  |
| 11   | Platense             | 12   | 22 | 2  | 6  | 14 | 19 | 44 | −25  |                  |
| 12   | Santa Tecla          | 11   | 22 | 1  | 8  | 13 | 20 | 42 | −22  | Último lugar     |

Actualizado a los partidos jugados el 27 de noviembre de 2023.
 Fuente: Primera
Criterios de clasificación: Puntos · Diferencia de goles · Goles a favor · Enfrentamientos directos.

### Resumen de resultados
| Local / Visita          | ÁGU   | AFC   | DRA   | FAS   | FSF   | ISM   | JOC   | LÁF   | MLI   | OND   | PLA   | STL   |
| ----------------------- | ----- | ----- | ----- | ----- | ----- | ----- | ----- | ----- | ----- | ----- | ----- | ----- |
| C.D. Águila             |       | 0 - 0 | 5 - 1 |       | 3 - 1 | 4 - 2 |       |       |       |       |       |       |
| Alianza F.C.            |       |       |       | 3 - 1 |       | 0 - 2 |       |       |       |       |       |       |
| C.D. Dragón             |       |       |       |       |       |       |       | 2 - 1 |       | 1 - 1 |       |       |
| C.D. FAS                | 2 - 2 |       |       |       |       |       |       |       |       |       |       |       |
| C.D. Fte. San Francisco |       |       | 0 - 0 |       |       |       |       | 2 - 1 |       |       |       |       |
| A.D. Isidro Metapán     |       |       |       | 2 - 1 |       |       |       |       |       |       | 1 - 1 |       |
| Jocoro F.C.             |       | 3 - 2 |       |       | 2 - 2 |       |       |       |       |       |       |       |
| C.D. Luis Ángel Firpo   |       |       |       |       |       | 0 - 0 |       |       | 1 - 0 |       |       |       |
| C.D. Municipal Limeño   | 0 - 3 |       |       |       |       |       |       |       |       |       | 2 - 1 |       |
| 11 Deportivo F.C.       |       |       |       |       | 1 - 1 |       |       |       | 3 - 2 |       |       |       |
| C.D. Platense           |       |       | 1 - 1 |       |       |       |       |       |       |       |       | 0 - 1 |
| Santa Tecla F.C.        |       |       |       |       |       |       | 3 - 0 |       |       | 1 - 1 |       |       |

|  | Victoria del equipo local     |
|  | Empate                        |
|  | Victoria del equipo visitante |

## Resultados

### Primera vuelta
| Jornada 1                             | Jornada 1 | Jornada 1        | Jornada 1              | Jornada 1        | Jornada 1 | Jornada 1 |
| Local                                 | Resultado | Visitante        | Estadio                | Fecha            | Hora      |           |
| ------------------------------------- | --------- | ---------------- | ---------------------- | ---------------- | --------- | --------- |
| Fuerte San Francisco                  | 0 - 1     | Alianza          | Correcaminos           | 13 de agosto     | 15:00     |           |
| Santa Tecla                           | 0 - 1     | Águila           | Ana Mercedes Campos    | 13 de agosto     | 15:00     |           |
| Dragón                                | 3 - 1     | Municipal Limeño | Juan Francisco Barraza | 13 de agosto     | 15:00     |           |
| Platense                              | 0 - 2     | 11 Deportivo     | Antonio Toledo Valle   | 13 de agosto     | 15:15     |           |
| Luis Ángel Firpo                      | 3 - 1     | Isidro Metapán   | Sergio Torres Rivera   | 13 de agosto     | 15:15     |           |
| FAS                                   | 1 - 3     | Jocoro           | Óscar Alberto Quiteño  | 13 de septiembre | 19:00     |           |
| Total de goles: 16 (2.66 por partido) |           |                  |                        |                  |           |           |

| Jornada 2                             | Jornada 2 | Jornada 2            | Jornada 2                       | Jornada 2    | Jornada 2 | Jornada 2 |
| Local                                 | Resultado | Visitante            | Estadio                         | Fecha        | Hora      |           |
| ------------------------------------- | --------- | -------------------- | ------------------------------- | ------------ | --------- | --------- |
| Alianza                               | 5 - 3     | FAS                  | Ana Mercedes Campos             | 18 de agosto | 19:00     |           |
| Jocoro                                | 2 - 4     | Luis Ángel Firpo     | Polideportivo "Tierra de Fuego" | 19 de agosto | 15:30     |           |
| Isidro Metapán                        | 2 - 0     | Santa Tecla          | Jorge "Calero" Suárez           | 19 de agosto | 19:00     |           |
| 11 Deportivo                          | 1 - 0     | Fuerte San Francisco | Arturo Simeón Magaña            | 20 de agosto | 15:00     |           |
| Municipal Limeño                      | 1 - 1     | Platense             | Dr. Ramón Flores Berrios        | 20 de agosto | 15:00     |           |
| Águila                                | 5 - 1     | Dragón               | Juan Francisco Barraza          | 20 de agosto | 15:30     |           |
| Total de goles: 25 (4.17 por partido) |           |                      |                                 |              |           |           |

| Jornada 3                             | Jornada 3 | Jornada 3        | Jornada 3              | Jornada 3        | Jornada 3 | Jornada 3 |
| Local                                 | Resultado | Visitante        | Estadio                | Fecha            | Hora      |           |
| ------------------------------------- | --------- | ---------------- | ---------------------- | ---------------- | --------- | --------- |
| Dragón                                | 0 - 0     | Jocoro           | Juan Francisco Barraza | 23 de agosto     | 15:00     |           |
| 11 Deportivo                          | 2 - 1     | Municipal Limeño | Arturo Simeón Magaña   | 23 de agosto     | 15:30     |           |
| Alianza                               | 1 - 1     | Luis Ángel Firpo | Ana Mercedes Campos    | 23 de agosto     | 19:00     |           |
| Fuerte San Francisco                  | 1 - 3     | FAS              | Correcaminos           | 24 de agosto     | 15:30     |           |
| Platense                              | 2 - 3     | Águila           | Antonio Toledo Valle   | 15 de septiembre | 15:00     |           |
| Santa Tecla                           | 1 - 1     | Jocoro           | Ana Mercedes Campos    | 27 de septiembre | 15:00     |           |
| Total de goles: 16 (2.66 por partido) |           |                  |                        |                  |           |           |

| Jornada 4                             | Jornada 4 | Jornada 4            | Jornada 4                       | Jornada 4    | Jornada 4 | Jornada 4 |
| Local                                 | Resultado | Visitante            | Estadio                         | Fecha        | Hora      |           |
| ------------------------------------- | --------- | -------------------- | ------------------------------- | ------------ | --------- | --------- |
| FAS                                   | 2 - 1     | Luis Ángel Firpo     | Óscar Alberto Quiteño           | 26 de agosto | 19:00     |           |
| Isidro Metapán                        | 1 - 3     | Platense             | Jorge "Calero" Suárez           | 26 de agosto | 19:00     |           |
| Alianza                               | 2 - 2     | Santa Tecla          | Ana Mercedes Campos             | 27 de agosto | 15:00     |           |
| Jocoro                                | 1 - 0     | Dragón               | Polideportivo "Tierra de Fuego" | 27 de agosto | 15:30     |           |
| Águila                                | 3 - 1     | Once Deportivo       | Juan Francisco Barraza          | 27 de agosto | 15:30     |           |
| Municipal Limeño                      | 0 - 3     | Fuerte San Francisco | Dr. Ramón Flores Berríos        | 28 de agosto | 17:00     |           |
| Total de goles: 19 (3.17 por partido) |           |                      |                                 |              |           |           |

| Jornada 5                          | Jornada 5 | Jornada 5        | Jornada 5                | Jornada 5       | Jornada 5 | Jornada 5 |
| Local                              | Resultado | Visitante        | Estadio                  | Fecha           | Hora      |           |
| ---------------------------------- | --------- | ---------------- | ------------------------ | --------------- | --------- | --------- |
| Santa Tecla                        | 0 - 2     | FAS              | Ana Mercedes Campos      | 2 de septiembre | 18:00     |           |
| Municipal Limeño                   | 1 - 0     | Águila           | Dr. Ramón Flores Berríos | 2 de septiembre | 18:00     |           |
| 11 Deportivo                       | 2 - 0     | Isidro Metapán   | Arturo Simeón Magaña     | 3 de septiembre | 15:00     |           |
| Dragón                             | 0 - 3     | Alianza          | Juan Francisco Barraza   | 3 de septiembre | 15:00     |           |
| Fuerte San Francisco               | 3 - 1     | Luis Ángel Firpo | Correcaminos             | 3 de septiembre | 15:00     |           |
| Platense                           | 0 - 0     | Jocoro           | Antonio Toledo Valle     | 3 de septiembre | 15:30     |           |
| Total de goles: 12 (2 por partido) |           |                  |                          |                 |           |           |

| Jornada 6                          | Jornada 6 | Jornada 6            | Jornada 6                       | Jornada 6        | Jornada 6 | Jornada 6 |
| Local                              | Resultado | Visitante            | Estadio                         | Fecha            | Hora      |           |
| ---------------------------------- | --------- | -------------------- | ------------------------------- | ---------------- | --------- | --------- |
| Luis Ángel Firpo                   | 3 - 0     | Santa Tecla          | Sergio Torres Rivera            | 6 de septiembre  | 15:15     |           |
| Jocoro                             | 0 - 1     | 11 Deportivo         | Polideportivo "Tierra de Fuego" | 6 de septiembre  | 15:30     |           |
| Águila                             | 3 - 1     | Fuerte San Francisco | Juan Francisco Barraza          | 6 de septiembre  | 15:30     |           |
| Alianza                            | 0 - 0     | Platense             | Ana Mercedes Campos             | 6 de septiembre  | 19:00     |           |
| Isidro Metapán                     | 0 - 3     | Municipal Limeño     | Jorge "Calero" Suárez           | 6 de septiembre  | 19:30     |           |
| FAS                                | 1 - 0     | Dragón               | Óscar Alberto Quiteño           | 27 de septiembre | 19:00     |           |
| Total de goles: 12 (2 por partido) |           |                      |                                 |                  |           |           |

| Jornada 7                            | Jornada 7 | Jornada 7      | Jornada 7                | Jornada 7        | Jornada 7 | Jornada 7 |
| Local                                | Resultado | Visitante      | Estadio                  | Fecha            | Hora      |           |
| ------------------------------------ | --------- | -------------- | ------------------------ | ---------------- | --------- | --------- |
| Águila                               | 4 - 2     | Isidro Metapán | Juan Francisco Barraza   | 9 de septiembre  | 15:30     |           |
| Municipal Limeño                     | 1 - 2     | Jocoro         | Dr. Ramón Flores Berríos | 9 de septiembre  | 18:00     |           |
| 11 Deportivo                         | 1 - 1     | Alianza        | Arturo Simeón Magaña     | 10 de septiembre | 15:00     |           |
| Fuerte San Francisco                 | 2 - 1     | Santa Tecla    | Correcaminos             | 10 de septiembre | 15:30     |           |
| Luis Ángel Firpo                     | 2 - 3     | Dragón         | Sergio Torres Rivera     | 13 de septiembre | 15:15     |           |
| Platense                             | 2 - 0     | FAS            | Antonio Toledo Valle     | 4 de octubre     | 15:30     |           |
| Total de goles: 21 (3.5 por partido) |           |                |                          |                  |           |           |

| Jornada 8                            | Jornada 8 | Jornada 8            | Jornada 8                       | Jornada 8        | Jornada 8 | Jornada 8 |
| Local                                | Resultado | Visitante            | Estadio                         | Fecha            | Hora      |           |
| ------------------------------------ | --------- | -------------------- | ------------------------------- | ---------------- | --------- | --------- |
| Alianza                              | 0 - 0     | Municipal Limeño     | Ana Mercedes Campos             | 15 de septiembre | 18:00     |           |
| Santa Tecla                          | 0 - 2     | Dragón               | "Héroes y Mártires"             | 16 de septiembre | 15:00     |           |
| Isidro Metapán                       | 0 - 0     | Fuerte San Francisco | Jorge "Calero" Suárez           | 16 de septiembre | 19:00     |           |
| FAS                                  | 1 - 0     | 11 Deportivo         | Óscar Alberto Quiteño           | 16 de septiembre | 19:00     |           |
| Luis Ángel Firpo                     | 2 - 1     | Platense             | Sergio Torres Rivera            | 17 de septiembre | 15:15     |           |
| Jocoro                               | 0 - 2     | Águila               | Polideportivo "Tierra de Fuego" | 17 de septiembre | 15:30     |           |
| Total de goles: 8 (1.34 por partido) |           |                      |                                 |                  |           |           |

| Jornada 9                             | Jornada 9 | Jornada 9          | Jornada 9                | Jornada 9        | Jornada 9 | Jornada 9 |
| Local                                 | Resultado | Visitante          | Estadio                  | Fecha            | Hora      |           |
| ------------------------------------- | --------- | ------------------ | ------------------------ | ---------------- | --------- | --------- |
| Platense                              | 0 - 2     | Santa Tecla        | Antonio Toledo Valle     | 20 de septiembre | 15:30     |           |
| 11 Deportivo                          | 1 - 1     | 'Luis Ángel Firpo' | Arturo Simeón Magaña     | 20 de septiembre | 15:30     |           |
| Fuerte San Francisco                  | 2 - 1     | Dragón             | Correcaminos             | 20 de septiembre | 15:30     |           |
| Municipal Limeño                      | 3 - 2     | FAS                | Dr. Ramón Flores Berrios | 20 de septiembre | 19:00     |           |
| Isidro Metapán                        | 1 - 1     | Jocoro             | Jorge "Calero" Suárez    | 20 de septiembre | 19:30     |           |
| Águila                                | 0 - 0     | Alianza            | Nacional Las Delicias    | 20 de septiembre | 20:00     |           |
| Total de goles: 14 (2.34 por partido) |           |                    |                          |                  |           |           |

| Jornada 10                            | Jornada 10 | Jornada 10       | Jornada 10             | Jornada 10       | Jornada 10 | Jornada 10 |
| Local                                 | Resultado  | Visitante        | Estadio                | Fecha            | Hora       |            |
| ------------------------------------- | ---------- | ---------------- | ---------------------- | ---------------- | ---------- | ---------- |
| Santa Tecla                           | 2 - 3      | 11 Deportivo     | "Héroes y Mártires"    | 23 de septiembre | 15:00      |            |
| Alianza                               | 1 - 0      | Isidro Metapán   | Ana Mercedes Campos    | 23 de septiembre | 18:00      |            |
| FAS                                   | 2 - 2      | Águila           | Óscar Alberto Quiteño  | 23 de septiembre | 19:00      |            |
| Dragón                                | 4 - 2      | Platense         | Juan Francisco Barraza | 24 de septiembre | 15:00      |            |
| Fuerte San Francisco                  | 1 - 0      | Jocoro           | Correcaminos           | 24 de septiembre | 15:00      |            |
| Luis Ángel Firpo                      | 1 - 1      | Municipal Limeño | Sergio Torres Rivera   | 24 de septiembre | 15:15      |            |
| Total de goles: 19 (3.17 por partido) |            |                  |                        |                  |            |            |

| Jornada 11                            | Jornada 11 | Jornada 11           | Jornada 11                       | Jornada 11       | Jornada 11 | Jornada 11 |
| Local                                 | Resultado  | Visitante            | Estadio                          | Fecha            | Hora       |            |
| ------------------------------------- | ---------- | -------------------- | -------------------------------- | ---------------- | ---------- | ---------- |
| Municipal Limeño                      | 1 - 1      | Santa Tecla          | Dr. Ramón Flores Berrios         | 30 de septiembre | 18:00      |            |
| Isidro Metapán                        | 1 - 1      | FAS                  | Jorge "Calero" Suárez            | 30 de septiembre | 18:00      |            |
| 11 Deportivo                          | 2 - 3      | Dragón               | José Simeón Magaña               | 1 de octubre     | 15:00      |            |
| Platense                              | 1 - 2      | Fuerte San Francisco | Antonio Toledo Valle             | 1 de octubre     | 15:15      |            |
| Águila                                | 0 - 2      | Luis Ángel Firpo     | Juan Francisco Barraza           | 1 de octubre     | 15:30      |            |
| Jocoro                                | 3 - 2      | Alianza              | Polideportivo "Tierra del Fuego" | 1 de octubre     | 15:30      |            |
| Total de goles: 19 (3.17 por partido) |            |                      |                                  |                  |            |            |

### Segunda vuelta
| Jornada 12                           | Jornada 12 | Jornada 12           | Jornada 12                      | Jornada 12   | Jornada 12 | Jornada 12 |
| Local                                | Resultado  | Visitante            | Estadio                         | Fecha        | Hora       |            |
| ------------------------------------ | ---------- | -------------------- | ------------------------------- | ------------ | ---------- | ---------- |
| Alianza                              | 1 - 2      | Fuerte San Francisco | Ana Mercedes Campos             | 6 de octubre | 18:00      |            |
| Jocoro                               | 2 - 1      | FAS                  | Polideportivo "Tierra de Fuego" | 7 de octubre | 15:30      |            |
| Municipal Limeño                     | 3 - 2      | Dragón               | Dr. Ramón Flores Berrios        | 7 de octubre | 18:00      |            |
| Isidro Metapán                       | 1 - 1      | Luis Ángel Firpo     | Jorge "Calero" Suárez           | 7 de octubre | 19:00      |            |
| 11 Deportivo                         | 2 - 2      | Platense             | Arturo Simeón Magaña            | 8 de octubre | 15:00      |            |
| Águila                               | 2 - 2      | Santa Tecla          | Juan Francisco Barraza          | 8 de octubre | 15:30      |            |
| Total de goles: 21 (3.5 por partido) |            |                      |                                 |              |            |            |

| Jornada 13           | Jornada 13 | Jornada 13       | Jornada 13             | Jornada 13     | Jornada 13 | Jornada 13 |
| Local                | Resultado  | Visitante        | Estadio                | Fecha          | Hora       |            |
| -------------------- | ---------- | ---------------- | ---------------------- | -------------- | ---------- | ---------- |
| Santa Tecla          | 2 - 3      | Isidro Metapán   | "Héroes y Mártires"    | 14 de octubre  | 19:00      |            |
| Platense             | 1 - 0      | Municipal Limeño | Antonio Toledo Valle   | 15 de octubre  | 19:00      |            |
| Dragón               | 2 - 2      | Águila           | Juan Francisco Barraza | 15 de octubre  | 19:00      |            |
| Luis Ángel Firpo     | 1 - 0      | Jocoro           | Sergio Torres Rivera   | 15 de octubre  | 15:15      |            |
| FAS                  | 0 - 0      | Alianza          | Óscar Alberto Quiteño  | 25 de octubre  | 19:00      |            |
| Fuerte San Francisco | -          | Once Deportivo   | Correcaminos           | 8 de noviembre | 15:00      |            |
| Total de goles:      |            |                  |                        |                |            |            |

| Jornada 14       | Jornada 14 | Jornada 14           | Jornada 14                      | Jornada 14    | Jornada 14    | Jornada 14 |
| Local            | Resultado  | Visitante            | Estadio                         | Fecha         | Hora          |            |
| ---------------- | ---------- | -------------------- | ------------------------------- | ------------- | ------------- | ---------- |
| Águila           | 4 - 0      | Platense             | Juan Francisco Barraza          | 18 de octubre | 15:00         |            |
| Jocoro           | 3 - 0      | Santa Tecla          | Polideportivo "Tierra de Fuego" | 18 de octubre | 15:30         |            |
| Isidro Metapán   | 2 - 2      | Dragón               | Jorge "Calero" Suárez           | 18 de octubre | 19:30         |            |
| Municipal Limeño | 2 - 1      | 11 Deportivo         | Dr. Ramón Flores Berríos        | 19 de octubre | 18:00         |            |
| FAS              | 0 - 0      | Fuerte San Francisco | Óscar Alberto Quiteño           | 19 de octubre | 19:00         |            |
| Luis Ángel Firpo | -          | Alianza              | Sergio Torres Rivera            | Por confirmar | Por confirmar |            |
| Total de goles:  |            |                      |                                 |               |               |            |

| Jornada 15           | Jornada 15 | Jornada 15       | Jornada 15             | Jornada 15    | Jornada 15    | Jornada 15 |
| Local                | Resultado  | Visitante        | Estadio                | Fecha         | Hora          |            |
| -------------------- | ---------- | ---------------- | ---------------------- | ------------- | ------------- | ---------- |
| Fuerte San Francisco | 1 - 2      | Municipal Limeño | Correcaminos           | 22 de octubre | 15:00         |            |
| Dragón               | 2 - 1      | Jocoro           | Juan Francisco Barraza | 22 de octubre | 15:00         |            |
| Platense             | 1 - 4      | Isidro Metapán   | Antonio Toledo Valle   | 22 de octubre | 15:00         |            |
| 11 Deportivo         | 1 - 2      | Águila           | Arturo Simeón Magaña   | 22 de octubre | 15:00         |            |
| Santa Tecla          | 0 - 2      | Alianza          | "Héroes y Mártires"    | 22 de octubre | 15:15         |            |
| Luis Ángel Firpo     | -          | FAS              | Sergio Torres Rivera   | Por confirmar | Por confirmar |            |
| Total de goles:      |            |                  |                        |               |               |            |

| Jornada 16                            | Jornada 16 | Jornada 16           | Jornada 16                      | Jornada 16    | Jornada 16 | Jornada 16 |
| Local                                 | Resultado  | Visitante            | Estadio                         | Fecha         | Hora       |            |
| ------------------------------------- | ---------- | -------------------- | ------------------------------- | ------------- | ---------- | ---------- |
| Jocoro                                | 3 - 1      | Platense             | Polideportivo "Tierra de Fuego" | 28 de octubre | 15:30      |            |
| FAS                                   | 2 - 1      | Santa Tecla          | Óscar Alberto Quiteño           | 28 de octubre | 19:00      |            |
| Isidro Metapán                        | 2 - 0      | 11 Deportivo         | Jorge "Calero" Suárez           | 28 de octubre | 19:00      |            |
| Águila                                | 1 - 0      | Municipal Limeño     | Correcaminos                    | 29 de octubre | 15:00      |            |
| Alianza                               | 2 - 2      | Dragón               | Ana Mercedes Campos             | 29 de octubre | 15:15      |            |
| Luis Ángel Firpo                      | 2 - 1      | Fuerte San Francisco | Sergio Torres Rivera            | 29 de octubre | 15:15      |            |
| Total de goles: 17 (2.83 por partido) |            |                      |                                 |               |            |            |

| Jornada 17                           | Jornada 17 | Jornada 17       | Jornada 17               | Jornada 17     | Jornada 17 | Jornada 17 |
| Local                                | Resultado  | Visitante        | Estadio                  | Fecha          | Hora       |            |
| ------------------------------------ | ---------- | ---------------- | ------------------------ | -------------- | ---------- | ---------- |
| Dragón                               | 0 - 1      | FAS              | Juan Francisco Barraza   | 8 de noviembre | 15:00      |            |
| Fuerte San Francisco                 | 0 - 1      | Águila           | Estadio Correcaminos     | 8 de noviembre | 15:00      |            |
| Platense                             | 0 - 2      | Alianza          | Antonio Toledo Valle     | 8 de noviembre | 15:15      |            |
| Santa Tecla                          | 0 - 0      | Luis Ángel Firpo | Ana Mercedes Campos      | 8 de noviembre | 15:15      |            |
| 11 Deportivo                         | 0 - 0      | Jocoro           | Arturo Simeón Magaña     | 8 de noviembre | 15:30      |            |
| Municipal Limeño                     | 1 - 3      | Isidro Metapán   | Dr. Ramón Flores Berríos | 8 de noviembre | 18:00      |            |
| Total de goles: 8 (1.33 por partido) |            |                  |                          |                |            |            |

| Jornada 18                            | Jornada 18 | Jornada 18           | Jornada 18                      | Jornada 18     | Jornada 18 | Jornada 18 |
| Local                                 | Resultado  | Visitante            | Estadio                         | Fecha          | Hora       |            |
| ------------------------------------- | ---------- | -------------------- | ------------------------------- | -------------- | ---------- | ---------- |
| Jocoro                                | 1 - 0      | Municipal Limeño     | Polideportivo "Tierra de Fuego" | 4 de noviembre | 15:00      |            |
| Alianza                               | 0 - 0      | 11 Deportivo         | Ana Mercedes Campos             | 4 de noviembre | 19:00      |            |
| FAS                                   | 2 - 0      | Platense             | Óscar Alberto Quiteño           | 4 de noviembre | 19:00      |            |
| Isidro Metapán                        | 2 - 0      | Águila               | Jorge "Calero" Suárez           | 4 de noviembre | 19:00      |            |
| Santa Tecla                           | 1 - 1      | Fuerte San Francisco | Ana Mercedes Campos             | 5 de noviembre | 13:00      |            |
| Dragón                                | 3 - 3      | Luis Ángel Firpo     | Juan Francisco Barraza          | 5 de noviembre | 15:00      |            |
| Total de goles: 13 (2.17 por partido) |            |                      |                                 |                |            |            |

| Jornada 19                            | Jornada 19 | Jornada 19       | Jornada 19                     | Jornada 19      | Jornada 19 | Jornada 19 |
| Local                                 | Resultado  | Visitante        | Estadio                        | Fecha           | Hora       |            |
| ------------------------------------- | ---------- | ---------------- | ------------------------------ | --------------- | ---------- | ---------- |
| Dragon                                | 4 - 0      | Santa Tecla      | Estadio Juan Francisco Barraza | 11 de Noviembre | 15:00      |            |
| Fuerte San Francisco                  | 1 - 1      | Metapan          | Correcaminos                   | 11 de Noviembre | 15:15      |            |
| Municipal Limeño                      | 0 - 2      | Alianza          | Ramon Flores                   | 11 de Noviembre | 18:00      |            |
| 11 Deportivo                          | 0 - 2      | FAS              | Simeon Magaña                  | 12 de Noviembre | 15:00      |            |
| Platense                              | 1 - 3      | Luis Ángel Firpo | Toledo Valle                   | 12 de Noviembre | 15:15      |            |
| Águila                                | 2 - 0      | Jocoro           | Estadio Juan Francisco Barraza | 12 de Noviembre | 15:30      |            |
| Total de goles: 16 (2.66 por partido) |            |                  |                                |                 |            |            |

| Jornada 20                            | Jornada 20 | Jornada 20           | Jornada 20                      | Jornada 20      | Jornada 20 | Jornada 20 |
| Local                                 | Resultado  | Visitante            | Estadio                         | Fecha           | Hora       |            |
| ------------------------------------- | ---------- | -------------------- | ------------------------------- | --------------- | ---------- | ---------- |
| Santa Tecla                           | 1 - 1      | Platense             | Ana Mercedes Campos             | 15 de Noviembre | 15:00      |            |
| 'Jocoro'                              | 2 - 1      | Metapan              | Polideportivo "Tierra de Fuego" | 15 de Noviembre | 15:00      |            |
| Dragón                                | 2 - 1      | Fuerte San Francisco | Juan Francisco Barraza          | 15 de Noviembre | 15:15      |            |
| Alianza                               | 0 - 1      | Águila               | Estadio Ana Mercedes Campos     | 15 de Noviembre | 19:00      |            |
| Firpo                                 | 3 - 1      | 11 Deportivo         | Sergio Torres Rivera            | 16 de Noviembre | 15:15      |            |
| FAS                                   | 3 - 2      | Municipal Limeño     | Oscar Alberto Quiteño           | 16 de Noviembre | 19:00      |            |
| Total de goles: 18 (3.01 por partido) |            |                      |                                 |                 |            |            |

| Jornada 10                            | Jornada 10 | Jornada 10       | Jornada 10             | Jornada 10       | Jornada 10 | Jornada 10 |
| Local                                 | Resultado  | Visitante        | Estadio                | Fecha            | Hora       |            |
| ------------------------------------- | ---------- | ---------------- | ---------------------- | ---------------- | ---------- | ---------- |
| Santa Tecla                           | 2 - 3      | 11 Deportivo     | "Héroes y Mártires"    | 23 de septiembre | 15:00      |            |
| Alianza                               | 1 - 0      | Isidro Metapán   | Ana Mercedes Campos    | 23 de septiembre | 18:00      |            |
| FAS                                   | 2 - 2      | Águila           | Óscar Alberto Quiteño  | 23 de septiembre | 19:00      |            |
| Dragón                                | 4 - 2      | Platense         | Juan Francisco Barraza | 24 de septiembre | 15:00      |            |
| Fuerte San Francisco                  | 1 - 0      | Jocoro           | Correcaminos           | 24 de septiembre | 15:00      |            |
| Luis Ángel Firpo                      | 1 - 1      | Municipal Limeño | Sergio Torres Rivera   | 24 de septiembre | 15:15      |            |
| Total de goles: 19 (3.17 por partido) |            |                  |                        |                  |            |            |

| Jornada 11                            | Jornada 11 | Jornada 11           | Jornada 11                       | Jornada 11       | Jornada 11 | Jornada 11 |
| Local                                 | Resultado  | Visitante            | Estadio                          | Fecha            | Hora       |            |
| ------------------------------------- | ---------- | -------------------- | -------------------------------- | ---------------- | ---------- | ---------- |
| Municipal Limeño                      | 1 - 1      | Santa Tecla          | Dr. Ramón Flores Berrios         | 30 de septiembre | 18:00      |            |
| Isidro Metapán                        | 1 - 1      | FAS                  | Jorge "Calero" Suárez            | 30 de septiembre | 18:00      |            |
| 11 Deportivo                          | 2 - 3      | Dragón               | José Simeón Magaña               | 1 de octubre     | 15:00      |            |
| Platense                              | 1 - 2      | Fuerte San Francisco | Antonio Toledo Valle             | 1 de octubre     | 15:15      |            |
| Águila                                | 0 - 2      | Luis Ángel Firpo     | Juan Francisco Barraza           | 1 de octubre     | 15:30      |            |
| Jocoro                                | 3 - 2      | Alianza              | Polideportivo "Tierra del Fuego" | 1 de octubre     | 15:30      |            |
| Total de goles: 19 (3.17 por partido) |            |                      |                                  |                  |            |            |

## Fase final

### Cuadro de desarrollo
|  | Cuartos de final                                       | Cuartos de final                                       | Cuartos de final                                       | Cuartos de final                                       | Cuartos de final                                       |   |    | Semifinales                                         | Semifinales                                         | Semifinales                                         | Semifinales                                         | Semifinales                                         |  |    | Final           | Final           | Final           |  |
|  | 29 y 30 de noviembre (ida) 2 y 3 de diciembre (vuelta) | 29 y 30 de noviembre (ida) 2 y 3 de diciembre (vuelta) | 29 y 30 de noviembre (ida) 2 y 3 de diciembre (vuelta) | 29 y 30 de noviembre (ida) 2 y 3 de diciembre (vuelta) | 29 y 30 de noviembre (ida) 2 y 3 de diciembre (vuelta) |   |    | 10 de diciembre (ida) 16 y 17 de diciembre (vuelta) | 10 de diciembre (ida) 16 y 17 de diciembre (vuelta) | 10 de diciembre (ida) 16 y 17 de diciembre (vuelta) | 10 de diciembre (ida) 16 y 17 de diciembre (vuelta) | 10 de diciembre (ida) 16 y 17 de diciembre (vuelta) |  |    | 23 de diciembre | 23 de diciembre | 23 de diciembre |  |
|  |                                                        |                                                        |                                                        |                                                        |                                                        |   |    |                                                     |                                                     |                                                     |                                                     |                                                     |  |    |                 |                 |                 |  |
|  |                                                        |                                                        |                                                        |                                                        |                                                        |   |    |                                                     |                                                     |                                                     |                                                     |                                                     |  |    |                 |                 |                 |  |
|  | A1                                                     | 'Águila'                                               | 0                                                      | 1                                                      | 1                                                      |   |    |                                                     |                                                     |                                                     |                                                     |                                                     |  |    |                 |                 |                 |  |
|  | A1                                                     | 'Águila'                                               | 0                                                      | 1                                                      | 1                                                      |   |    |                                                     |                                                     |                                                     |                                                     |                                                     |  |    |                 |                 |                 |  |
|  | B4                                                     | Isidro Metapán                                         | 0                                                      | 0                                                      | 0                                                      |   |    |                                                     |                                                     |                                                     |                                                     |                                                     |  |    |                 |                 |                 |  |
|  | B4                                                     | Isidro Metapán                                         | 0                                                      | 0                                                      | 0                                                      |   | A1 | Águila                                              | 1                                                   | 2                                                   | 3                                                   |                                                     |  |    |                 |                 |                 |  |
|  |                                                        |                                                        |                                                        |                                                        |                                                        |   | A1 | Águila                                              | 1                                                   | 2                                                   | 3                                                   |                                                     |  |    |                 |                 |                 |  |
|  |                                                        |                                                        | B2                                                     | Alianza                                                | 1                                                      | 1 | 2  |                                                     |                                                     |                                                     |                                                     |                                                     |  |    |                 |                 |                 |  |
|  | B2                                                     | Alianza                                                | B2                                                     | Alianza                                                | 1                                                      | 1 | 2  | 4                                                   | 1                                                   | 5                                                   |                                                     |                                                     |  |    |                 |                 |                 |  |
|  | B2                                                     | Alianza                                                |                                                        |                                                        |                                                        |   |    |                                                     |                                                     | 5                                                   |                                                     |                                                     |  |    |                 |                 |                 |  |
|  | A3                                                     | Fuerte San Francisco                                   | 0                                                      | 1                                                      | 1                                                      |   |    |                                                     |                                                     |                                                     |                                                     |                                                     |  |    |                 |                 |                 |  |
|  | A3                                                     | Fuerte San Francisco                                   | 0                                                      | 1                                                      | 1                                                      |   |    |                                                     |                                                     |                                                     |                                                     |                                                     |  | B2 | Águila          | 3               |                 |  |
|  |                                                        |                                                        |                                                        |                                                        |                                                        |   |    |                                                     |                                                     |                                                     |                                                     |                                                     |  | B2 | Águila          | 3               |                 |  |
|  |                                                        |                                                        | A2                                                     | Jocoro                                                 | 0                                                      |   |    |                                                     |                                                     |                                                     |                                                     |                                                     |  |    |                 |                 |                 |  |
|  | A2                                                     | 'Jocoro'                                               | A2                                                     | Jocoro                                                 | 0                                                      | 1 | 1  | 2                                                   |                                                     |                                                     |                                                     |                                                     |  |    |                 |                 |                 |  |
|  | A2                                                     | 'Jocoro'                                               |                                                        |                                                        |                                                        |   |    |                                                     |                                                     |                                                     |                                                     |                                                     |  |    |                 |                 |                 |  |
|  | B3                                                     | Luis Ángel Firpo                                       | 0                                                      | 1                                                      | 1                                                      |   |    |                                                     |                                                     |                                                     |                                                     |                                                     |  |    |                 |                 |                 |  |
|  | B3                                                     | Luis Ángel Firpo                                       | 0                                                      | 1                                                      | 1                                                      |   | A2 | 'Jocoro'                                            | 3                                                   | 3                                                   | 6                                                   |                                                     |  |    |                 |                 |                 |  |
|  |                                                        |                                                        |                                                        |                                                        |                                                        |   | A2 | 'Jocoro'                                            | 3                                                   | 3                                                   | 6                                                   |                                                     |  |    |                 |                 |                 |  |
|  |                                                        |                                                        | A4                                                     | Dragón                                                 | 1                                                      | 1 | 2  |                                                     |                                                     |                                                     |                                                     |                                                     |  |    |                 |                 |                 |  |
|  | B1                                                     | FAS                                                    | A4                                                     | Dragón                                                 | 1                                                      | 1 | 2  | 1                                                   | 0                                                   | 1                                                   |                                                     |                                                     |  |    |                 |                 |                 |  |
|  | B1                                                     | FAS                                                    |                                                        |                                                        |                                                        |   |    |                                                     |                                                     | 1                                                   |                                                     |                                                     |  |    |                 |                 |                 |  |
|  | A4                                                     | Dragón                                                 | 1                                                      | 1                                                      | 2                                                      |   |    |                                                     |                                                     |                                                     |                                                     |                                                     |  |    |                 |                 |                 |  |
|  | A4                                                     | Dragón                                                 | 1                                                      | 1                                                      | 2                                                      |   |    |                                                     |                                                     |                                                     |                                                     |                                                     |  |    |                 |                 |                 |  |
|  |                                                        |                                                        |                                                        |                                                        |                                                        |   |    |                                                     |                                                     |                                                     |                                                     |                                                     |  |    |                 |                 |                 |  |

### Cuartos de final

#### Águila - Isidro Metapán
| 30 de Noviembre | Isidro Metapán | 0 - 0 | Águila | Estadio Jorge Calero Suaréz, Metapan, Santa Ana |  |

| 3 de diciembre | 'Águila' | 1 - 0 (Global 1 - 0) | Isidro Metapán | Estadio Juan Francisco Barraza, San Miguel, San Miguel |  |

#### FAS - Dragón
| 29 de Noviembre | 'Dragón' | 1 - 1 | FAS | Estadio Juan Francisco Barraza, San Miguel, San Miguel |  |

| 3 de diciembre | FAS | 0 - 1 (Global 1 - 2) | Dragón | Estadio Óscar Alberto Quiteño, Santa Ana, Santa Ana |  |

#### Jocoro - Firpo
| 30 de Noviembre | Jocoro | 1 - 0 | Luis Ángel Firpo | Polideportivo "Tierra de fuego", Jocoro, Morazán |  |

| 3 de diciembre | Luis Ángel Firpo | 1 - 1 (Global 1 - 2) | Jocoro | Estadio Sergio Torres Rivera, Usulutan, Usulutan |  |

#### Alianza - Platense
| 29 de Noviembre | Alianza | 4 - 0 | Fuerte San Francisco | Estadio Ana Mercedes Campos , Sonsonate, Sonsonate |  |

| 2 de Diciembre | Fuerte San Francisco | 1 - 1 (Global 1 - 5) | Alianza | Estadio Correcaminos, San Francisco Gotera, Morazan |  |

### Semifinales

#### Águila vs. Alianza
| 10 de diciembre | Alianza              | 1 - 1 | Águila             | Estadio Cuscatlán , San Salvador, San Salvador |  |
| 15:00           | Emerson Mauricio 58' |       | Carlos Salazar 65' |                                                |  |

| 17 de diciembre | 'Águila'               | 2 - 1 (Global 3 - 2) | Alianza              | Estadio Juan Francisco Barraza, San Miguel, San Miguel |  |
| 15:00           | Carlos Salazar 43, 88' |                      | Ronald Rodriguez 79' |                                                        |  |

#### Jocoro - Dragón
| 2 de noviembre | Dragon               | 1 - 3 | Jocoro                                                            | Estadio Juan Francisco Barraza, San Miguel, San Miguel |  |
| 15:15          | Luis Angulo Mina 64' |       | Junior Padilla 18' · Joel Turcios 51' · Juan Carlos Argueta 90+6' |                                                        |  |

| 6 de noviembre | 'Jocoro'                                                  | 3 - 1 (Global 6 - 2) | Dragon            | Polideportivo "Tierra de fuego", Jocoro, Morazán |  |
| 15:00          | Luis Acuña 42' · Juan Carlos Argueta 51' · J. Padilla 52' |                      | Javier Ferman 11' |                                                  |  |

### Final
| 23 de diciembre | Águila                                                        | 3 - 0 | Jocoro | Estadio Cuscatlán, San Salvador, San Salvador           |                                                         |
| 18:00           | Carlos Pimienta 35' · Carlos Salazar 67' · Duvier Riascos 88' |       |        | Asistencia: 32 000 espectadores Árbitro(s): Ivan Barton | Asistencia: 32 000 espectadores Árbitro(s): Ivan Barton |

| 1     | POR   | / Rafael García  |     |
| 2     | DEF   | Julio Sibrían    |     |
| 20    | DEF   | Carlos Pimienta  |     |
| 28    | DEF   | Ronald Rodriguez |     |
| 16    | DEF   | Kevin Melara     |     |
| 24    | MED   | Darwin Cerén     |     |
| 14    | MED   | Melvin Cartagena |     |
| 10    | MED   | Gerson Mayén     | 85' |
| 12    | MED   | Santos Ortíz     | 85' |
| 21    | DEL   | Carlos Salazar   | 77' |
| 22    | DEL   | Lucas Ventura    | 63' |
| D. T. | D. T. | Ernesto Corti    |     |

| 1     | POR   | Danilo Joya          |     |
| 11    | DEF   | Elmer Guity          |     |
| 19    | DEF   | Elvis Claros         |     |
| 23    | DEF   | Nelson Moreno        |     |
| 6     | MED   | Jonathan Quintanilla |     |
| 10    | MED   | Luis Acuña           | 70' |
| 12    | MED   | Emmanuel Hernández   | 70' |
| 14    | MED   | Wilson Rugamas       | 92' |
| 17    | DEL   | Junior Padilla       | 77' |
| 9     | DEL   | Germán Águila        |     |
| 20    | DEL   | Lester Blanco        | 70' |
| D. T. | D. T. | Alberto Castillo     |     |

| 6  | DEL | Dixon Rivas    | 63' |
| 7  | DEL | Duvier Riascos | 77' |
| 5  | MED | Tomas Granitto | 85' |
| 27 | DEF | Marcelo Diaz   | 85' |

| 16 | DEL | Juan Carlos Argueta | 70' |
| 22 | MED | Joel Turcios        | 70' |
| 7  | MED | Herbert Sosa        | 70' |
| 8  | MED | Orlando Martinez    | 77' |
| 15 | MED | Nelson Rodriguez    | 92' |

| 34' · 67' · 77' | Carlos Pimienta Carlos Salazar Duvier Riascos | 1 - 0 2 - 0 3 - 0 |

| 13' · 56' | Melvin Cartagena Darwin Cerén |

| 23' · 66' · 64' | Wilson Rugamas Nelson Moreno German Águila |

| Principal  | Iván Barton             |
| Asistentes | David Jonathan Morán    |
|            | Francisco Zumba         |
| Cuarto     | German Stanley Martínez |
| Quinto     | Wilfredo Leiva          |

| 1     | POR   | / Rafael García  |     |
| 2     | DEF   | Julio Sibrían    |     |
| 20    | DEF   | Carlos Pimienta  |     |
| 28    | DEF   | Ronald Rodriguez |     |
| 16    | DEF   | Kevin Melara     |     |
| 24    | MED   | Darwin Cerén     |     |
| 14    | MED   | Melvin Cartagena |     |
| 10    | MED   | Gerson Mayén     | 85' |
| 12    | MED   | Santos Ortíz     | 85' |
| 21    | DEL   | Carlos Salazar   | 77' |
| 22    | DEL   | Lucas Ventura    | 63' |
| D. T. | D. T. | Ernesto Corti    |     |

| 1     | POR   | Danilo Joya          |     |
| 11    | DEF   | Elmer Guity          |     |
| 19    | DEF   | Elvis Claros         |     |
| 23    | DEF   | Nelson Moreno        |     |
| 6     | MED   | Jonathan Quintanilla |     |
| 10    | MED   | Luis Acuña           | 70' |
| 12    | MED   | Emmanuel Hernández   | 70' |
| 14    | MED   | Wilson Rugamas       | 92' |
| 17    | DEL   | Junior Padilla       | 77' |
| 9     | DEL   | Germán Águila        |     |
| 20    | DEL   | Lester Blanco        | 70' |
| D. T. | D. T. | Alberto Castillo     |     |

| 6  | DEL | Dixon Rivas    | 63' |
| 7  | DEL | Duvier Riascos | 77' |
| 5  | MED | Tomas Granitto | 85' |
| 27 | DEF | Marcelo Diaz   | 85' |

| 16 | DEL | Juan Carlos Argueta | 70' |
| 22 | MED | Joel Turcios        | 70' |
| 7  | MED | Herbert Sosa        | 70' |
| 8  | MED | Orlando Martinez    | 77' |
| 15 | MED | Nelson Rodriguez    | 92' |

| 34' · 67' · 77' | Carlos Pimienta Carlos Salazar Duvier Riascos | 1 - 0 2 - 0 3 - 0 |

| 13' · 56' | Melvin Cartagena Darwin Cerén |

| 23' · 66' · 64' | Wilson Rugamas Nelson Moreno German Águila |

| Principal  | Iván Barton             |
| Asistentes | David Jonathan Morán    |
|            | Francisco Zumba         |
| Cuarto     | German Stanley Martínez |
| Quinto     | Wilfredo Leiva          |

| 1     | POR   | / Rafael García  |     |
| 2     | DEF   | Julio Sibrían    |     |
| 20    | DEF   | Carlos Pimienta  |     |
| 28    | DEF   | Ronald Rodriguez |     |
| 16    | DEF   | Kevin Melara     |     |
| 24    | MED   | Darwin Cerén     |     |
| 14    | MED   | Melvin Cartagena |     |
| 10    | MED   | Gerson Mayén     | 85' |
| 12    | MED   | Santos Ortíz     | 85' |
| 21    | DEL   | Carlos Salazar   | 77' |
| 22    | DEL   | Lucas Ventura    | 63' |
| D. T. | D. T. | Ernesto Corti    |     |

| 1     | POR   | Danilo Joya          |     |
| 11    | DEF   | Elmer Guity          |     |
| 19    | DEF   | Elvis Claros         |     |
| 23    | DEF   | Nelson Moreno        |     |
| 6     | MED   | Jonathan Quintanilla |     |
| 10    | MED   | Luis Acuña           | 70' |
| 12    | MED   | Emmanuel Hernández   | 70' |
| 14    | MED   | Wilson Rugamas       | 92' |
| 17    | DEL   | Junior Padilla       | 77' |
| 9     | DEL   | Germán Águila        |     |
| 20    | DEL   | Lester Blanco        | 70' |
| D. T. | D. T. | Alberto Castillo     |     |

| 6  | DEL | Dixon Rivas    | 63' |
| 7  | DEL | Duvier Riascos | 77' |
| 5  | MED | Tomas Granitto | 85' |
| 27 | DEF | Marcelo Diaz   | 85' |

| 16 | DEL | Juan Carlos Argueta | 70' |
| 22 | MED | Joel Turcios        | 70' |
| 7  | MED | Herbert Sosa        | 70' |
| 8  | MED | Orlando Martinez    | 77' |
| 15 | MED | Nelson Rodriguez    | 92' |

| 34' · 67' · 77' | Carlos Pimienta Carlos Salazar Duvier Riascos | 1 - 0 2 - 0 3 - 0 |

| 13' · 56' | Melvin Cartagena Darwin Cerén |

| 23' · 66' · 64' | Wilson Rugamas Nelson Moreno German Águila |

| Principal  | Iván Barton             |
| Asistentes | David Jonathan Morán    |
|            | Francisco Zumba         |
| Cuarto     | German Stanley Martínez |
| Quinto     | Wilfredo Leiva          |

| 1     | POR   | / Rafael García  |     |
| 2     | DEF   | Julio Sibrían    |     |
| 20    | DEF   | Carlos Pimienta  |     |
| 28    | DEF   | Ronald Rodriguez |     |
| 16    | DEF   | Kevin Melara     |     |
| 24    | MED   | Darwin Cerén     |     |
| 14    | MED   | Melvin Cartagena |     |
| 10    | MED   | Gerson Mayén     | 85' |
| 12    | MED   | Santos Ortíz     | 85' |
| 21    | DEL   | Carlos Salazar   | 77' |
| 22    | DEL   | Lucas Ventura    | 63' |
| D. T. | D. T. | Ernesto Corti    |     |

| 1     | POR   | Danilo Joya          |     |
| 11    | DEF   | Elmer Guity          |     |
| 19    | DEF   | Elvis Claros         |     |
| 23    | DEF   | Nelson Moreno        |     |
| 6     | MED   | Jonathan Quintanilla |     |
| 10    | MED   | Luis Acuña           | 70' |
| 12    | MED   | Emmanuel Hernández   | 70' |
| 14    | MED   | Wilson Rugamas       | 92' |
| 17    | DEL   | Junior Padilla       | 77' |
| 9     | DEL   | Germán Águila        |     |
| 20    | DEL   | Lester Blanco        | 70' |
| D. T. | D. T. | Alberto Castillo     |     |

| 6  | DEL | Dixon Rivas    | 63' |
| 7  | DEL | Duvier Riascos | 77' |
| 5  | MED | Tomas Granitto | 85' |
| 27 | DEF | Marcelo Diaz   | 85' |

| 16 | DEL | Juan Carlos Argueta | 70' |
| 22 | MED | Joel Turcios        | 70' |
| 7  | MED | Herbert Sosa        | 70' |
| 8  | MED | Orlando Martinez    | 77' |
| 15 | MED | Nelson Rodriguez    | 92' |

| 34' · 67' · 77' | Carlos Pimienta Carlos Salazar Duvier Riascos | 1 - 0 2 - 0 3 - 0 |

| 13' · 56' | Melvin Cartagena Darwin Cerén |

| 23' · 66' · 64' | Wilson Rugamas Nelson Moreno German Águila |

| Principal  | Iván Barton             |
| Asistentes | David Jonathan Morán    |
|            | Francisco Zumba         |
| Cuarto     | German Stanley Martínez |
| Quinto     | Wilfredo Leiva          |

|                            |
|                            |
| Campeón Águila 17.º título |